# Voisil, Plovdiv
Voisil (în bulgară Войсил) este un sat în comuna Marița, regiunea Plovdiv,  Bulgaria. 

## Demografie
Componența etnică a satului Voisil
     Turci (8,05%)
     Bulgari (72,56%)
     Romi (9,08%)
     Nicio identificare (10,29%)
La recensământul din 2011, populația satului Voisil era de 1.068 locuitori. Din punct de vedere etnic, majoritatea locuitorilor (72,56%) erau bulgari, existând și minorități de romi (9,08%) și turci (8,05%). Pentru 10,29% din locuitori nu este cunoscută apartenența etnică.